# Byron Mann
Byron Mann, född 13 augusti 1967 i Hongkong, är en hongkong-amerikansk skådespelare.
Mann har bland annat medverkat i TV-serien The Recruit. Han har även medverkat i filmerna The Big Short och A Dangerous Man.

## Filmografi (i urval)
- 1994 – Street Fighter
- 1995 – Crying Freeman
- 2003 – Belly of the Beast
- 2004 – Catwoman
- 2007 – Shanghai Kiss
- 2008 – Blonde and Blonder
- 2009 – A Dangerous Man
- 2015 – The Big Short
- 2022 – The Recruit (TV-serie)
- 2025 – Wayward (TV-serie)